# Granica chińsko-laotańska
Granica chińsko-laotańska – granica międzypaństwowa między Chinami i Laosem, ciągnąca się na długości 424,5 km od trójstyku z Mjanmą na zachodzie do trójstyku z Wietnamem na wschodzie.
Granica na zachodzie rozpoczyna się od trójstyku granic Mjanmy, Chin i Laosu, znajdującego się na rzece Mekong (współrzędne: 21°33′49,0″N 101°08′38,5″E/21,563611 101,144028), następnie ciągnie się przez 424,5 km (263,8 mi) aż do góry Shiceng Dashan, na której mieści się trójstyk granic Chin, Laosu i Wietnamu (współrzędne: 22°24′02,5″N 102°08′38,5″E/22,400694 102,144028).
Granica powstała po uzyskaniu przez Laos niepodległości (częściowa niepodległość w 1949 roku, pełna niepodległość w roku 1953). Jest ona jednak identyczna z istniejącą już wcześniej granicą między Chinami i protektoratem Laosu (Indochiny Francuskie), której przebieg zatwierdzono 20 czerwca 1895 roku. Na początku lat 90. XX wieku przeprowadzono prace badawcze i demarkacyjne zwieńczone podpisaniem w 1995 roku porozumienia chińsko-laotańskiego w sprawie przebiegu granicy państwowej.